# Dominic Besner
Dominic Besner (1965) est un artiste canadien connu pour ses peintures colorées de personnages et d'animaux. Son art, considéré plus comme figuratif, a été présenté au pavillon du Canada (imaginé et conçu par le Cirque du Soleil) à l'exposition universelle de 2010 à Shanghai, en Chine. Il a exposé au Canada, aux États-Unis, au Mexique, au Maroc et en Chine.

## Débuts
Dominic est né et a grandi dans la communauté de North Lancaster en Ontario (Canada). Il entama des études d'architecture, d'abord au Collège Algonquin d'Ottawa en 1988 et à l'Université de Montréal en 1992. Il trouvera en l’architecture, la coloration et la construction des lignes, manifestes dans ses peintures aujourd'hui. Son diplôme obtenu, il travailla dans différents cabinets d'architecture de Montréal mais le manque de liberté lié au métier l’incita à s’éloigner de la profession pour se tourner vers un monde plus libre et indépendant : la peinture. « Il s'est aperçu qu'entre la vision créative des projets architecturaux et leur réalisation matérielle, il existait un long et tortueux processus de collaboration et de compromis ». C'est pendant ses études d'architecture qu'il trouva un vrai plaisir pour le dessin qui lui permet aujourd'hui de donner vie aux images de son imagination.

## Démarche artistique
Fasciné par la vie nocturne de Montréal, Besner peint des artistes et des acteurs de la rue. En 1996, les visages blancs et les costumes texturés sont apparus comme sa signature. Comparés aux images d'Edvard Munch et Gustav Klimt, et aux personnages d'Otto Dix, ceux de Besner émergent simultanément et se fondent dans l'arrière-plan. Ses premiers tableaux mettaient en scène des individus festifs, colorés rappelant les scènes et les tenues des personnages de la Comedia dell’arte. Le masque, élément essentiel des personnages fut d’abord un objet de dissimulation, « tout le monde se cache derrière un masque, personne ne révèle jamais sa vraie nature ». Puis le masque est tombé révélant une inexorable vérité : la fragilité humaine. Face à ses portraits, « l'audience expérimente le drame psychologique de la condition humaine ». Si certains y voit la déchéance, d'autres y perçoivent au contraire la vie. Le regard altier de ses personnages questionne mais ne juge pas, leur expression est plus que le reflet d’une personnalité, elle est un reflet du monde actuel et peut appartenir à chacun de nous.
L'artiste aime l'ambiguïté, « il se plaît à évoquer un thème grave avec une palette étincelante, une surcharge décorative et un style fantaisiste. De cette façon, ses compositions élégantes et pleines d'arabesque renforcent cette idée d'apparence et de faux-semblant ». Devant ses « précieuses », le spectateur est souvent happé par leur regard pénétrant, défiant, méfiant.
Le style artistique s'explique par sa formation d'architecte et la fusion de l'espace intérieur et extérieur comme l’a fait l’architecte Aldo Rossi. Par ses créations de lignes qui se chevauchent, faites à l'acrylique, à l'huile, aux pastels à l'huile et aux bâtons à l'huile, il dynamise des aristocrates, des chevaux, des taureaux, ou des paysages urbains. Robert Bernier parle de « la formidable capacité à renouveler l'expression artistique contemporaine tout en restant profondément ancré dans la transition artistique de Besner... ». Même éloigné de l'architecture, l'utilisation d'éléments de construction lui permettent d'une certaine façon de reconstruire des bâtiments et ce même à travers les corps. Les titres qu'il donne à ses toiles sont également significatifs de son bagage architectural (mascarons, tourelle, rosace).

## Carrière artistique
La première exposition de Dominic Besner se tient à la Galerie Naomi de Montréal en octobre 1995. En 1996, Dominic Besner rencontre son agent Michael Mensi. Sous sa direction, Besner expose à Montréal puis dans des galeries au Canada (Toronto, Calgary, Québec, Baie-Saint-Paul) et aux États-Unis (Fort Lauderdale). Il a aussi présenté des œuvres au Maroc et en Chine (Immortalis, l'Exposition Universelle de Shanghai). Michael Mensi est également à l'origine de tous les grands projets réalisés par Besner entre 2000 et 2019 dont plusieurs expositions importantes et les deux expositions-évènements intitulées "La démesure des convoités" (2004) et "MORA" (2011).

## Expositions importantes
La Relève à l'aube du XXIe siècle fut la première exposition en musée de Dominic Besner. Il y présenta ses œuvres au musée Pierre-Boucher à Trois-Rivières (Canada).
En novembre 2003, il a participé à l'exposition de groupe Voilà Québec en Mexico ! au Musée de Las Artes de l'Université de Guadalajara au Mexique. L’œuvre sélectionnée fut Petit docte du cirque-papier. L'exposition collective dura deux mois et fut organisée par Loto-Québec. En 2003-2004, il exposa à la galerie du Dauphin à Honfleur en France.

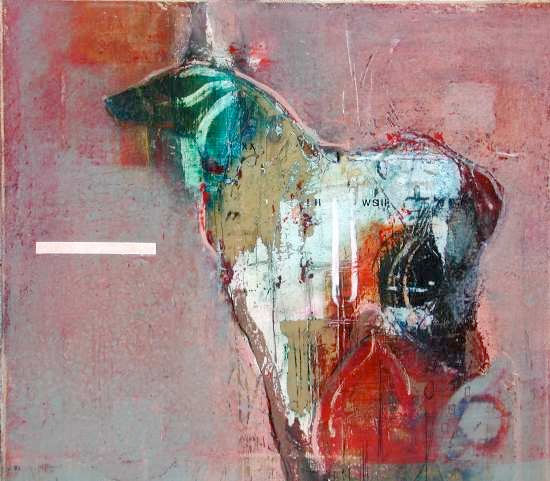
Petit docte du cirque-papier, œuvre sélectionnée pour l'exposition collective Voilà Québec en Mexico ! organisée par Loto-Québec, 2003.

Après une rencontre avec Martin Bündock, alors Conservateur de la collection d'art du Cirque du Soleil, Dominic Besner est invité en 2004 à exposer au siège de la compagnie. Pour La Xe Cité révolue, nom de l'exposition, Besner a créé 20 peintures grand format et trois maquettes. C'est à ce moment que Besner fait la rencontre de Guy Laliberté, Fondateur du Cirque du Soleil. Ce dernier propose à l'artiste, en 2006, la création d'une fresque intitulée La Mécanique des villes de 94 pieds de longueur composée de 4 éléments de 20 pieds chacun peints avec des tonalités franches et pures entre lesquels se greffent des vitraux qui constituent des pauses. Le titre est dû à son emplacement situé sur la passerelle adjacente à l'atelier de créations dans le siège montréalais du Cirque du Soleil, lieu d'idées, de déplacements, de changements, un peu comme dans une usine. Selon Besner, ce lieu évoque la ville, organe vivant, à la foi cœur et poumon... « Je voulais que les vitraux donnent l’impression d’être en pleine lumière du jour. Il n’y a pas de fenêtre à cet endroit mais une fois terminé, cela donne vraiment l’impression d’un plein jour. » Pierre Bündock et François Arsenault y consacreront un documentaire en 2007, co-produit avec le Cirque du Soleil et Mensi&Rioux.

En janvier 2007, Besner collabora avec les couturiers marocains Mohamed Lakhdar, Albert Oiknine et Karim Tassi pour l'exposition Au fil de l'Art qui se déroula au musée La Villa des Arts à Casablanca. Cette exposition mit en lumière la collaboration possible entre créateurs de mode et artistes peintres afin de présenter l'habit comme un support d'expression artistique à part entière. Les couturiers se sont basés sur les derniers tableaux de Besner pour créer des caftans. Cette manifestation a montrer également la relation qui a toujours existé entre la peinture et la couture. L'exposition itinérante est ensuite présentée dans plusieurs villes au Canada. 

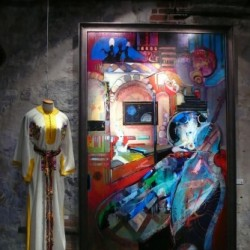
Au fil de l'Art, Thompson Landry Gallery, Toronto (Canada), 2008

 Les perceptions visuelles et olfactives de son séjour au Maroc - et le sentiment que ce pays correspond bien à sa peinture et à son univers métaphorique - ont été le point de départ de sa série intitulée Le Banquet de Nacarat, des œuvres exotiques sur le thème qui s'inspirait de la fête, jointes à un écrit de l'artiste : Le Temps du jasmin. Cette exposition fut visible à la galerie Venise-Cadre à Casablanca qui célébrait ses 60 ans d'existence.
En mars 2007, Dominic Besner est invité à réaliser une œuvre représentant le spectacle LOVE des Beatles du Cirque du Soleil à Las Vegas. Le tableau LOVE (Longue Ovation des Vanesses Éployées) est la représentation des 4 membres du groupe juxtaposés et superposés entre eux et évoquant « le chapiteau des rêves colorés ».

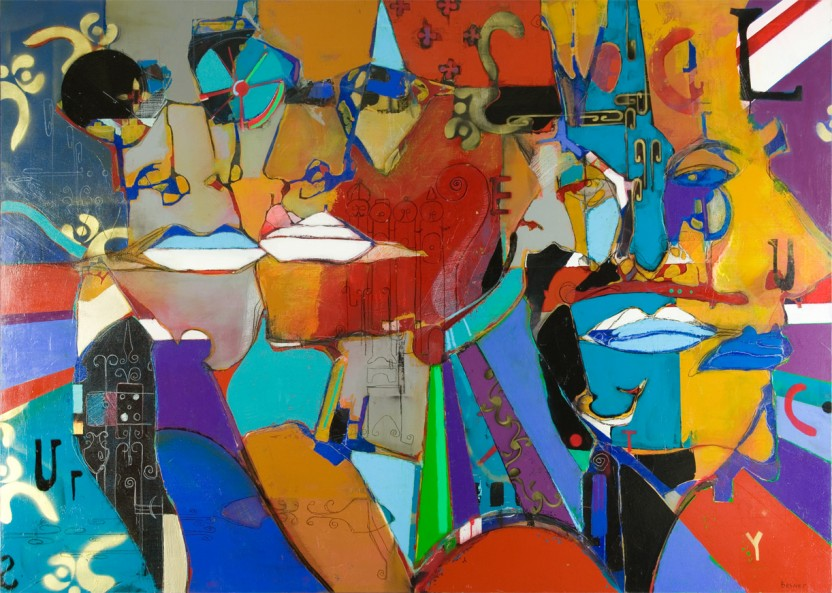
L(ongue) O(vation) des V(anesses) É(ployées), œuvre pour le spectacle LOVE des Beatles du Cirque du Soleil, Las Vegas, 2007

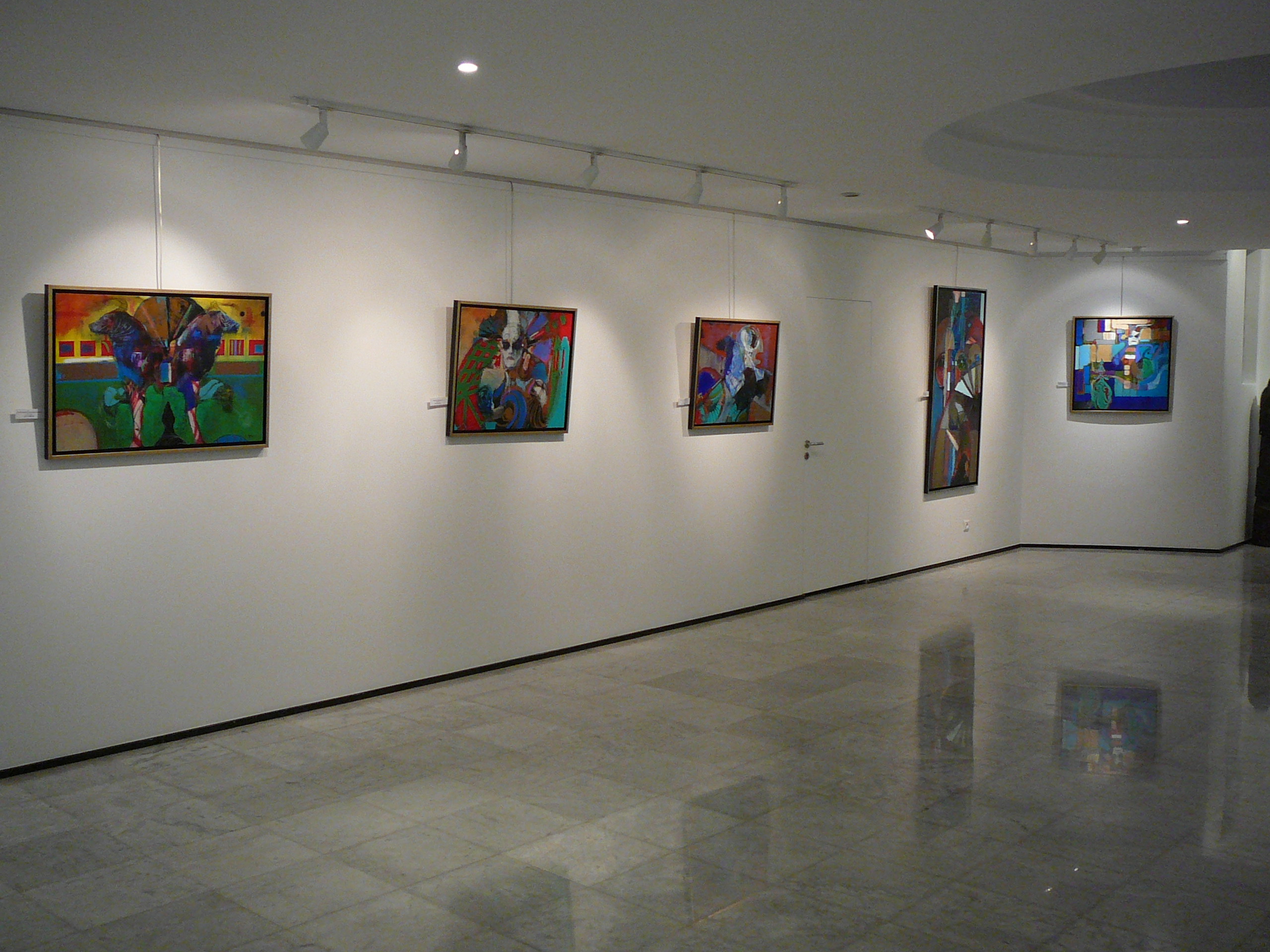
Le Banquet de Nacarat, Casablanca (Maroc), 2007

En septembre 2007, Dominic Besner expose au Musée régional de Vaudreuil-Soulanges (Canada) pour La Nuit des cités. Il présentera des toiles ainsi que trois maquettes architecturales et des vitraux monochromes dont il aime la malléabilité. Le vitrail et la peinture ont moins en commun la couleur que la ligne. Cette dernière est une dominante importante dans le travail de l'artiste qui est selon Chantal Séguin « un maître de la ligne et de la couleur ». 

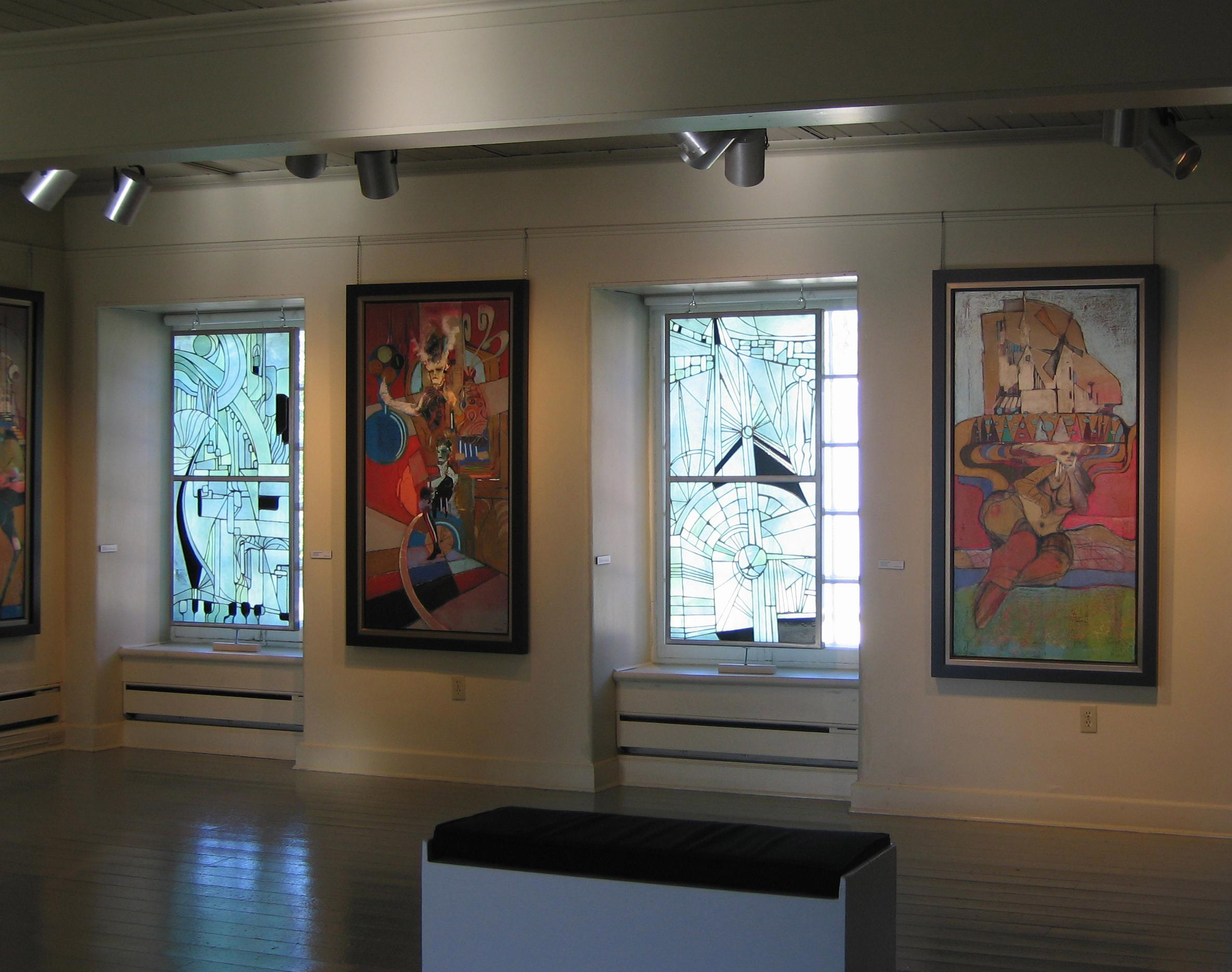
Vitraux et peintures de l'exposition La Nuit des Cités, Musée régional de Vaudreuil-Soulanges, Vaudreuil-Dorion, Canada, 2007

En mai 2010 Dominic Besner expose deux œuvres au pavillon du Canada (imaginé et conçu par le Cirque du Soleil) lors de l'Exposition universelle 2010 de Shanghai. Puis en septembre il participe à la Western China International Art Biennale à Yinchuan et en octobre il expose en groupe à la galerie Saatchi de Londres. 

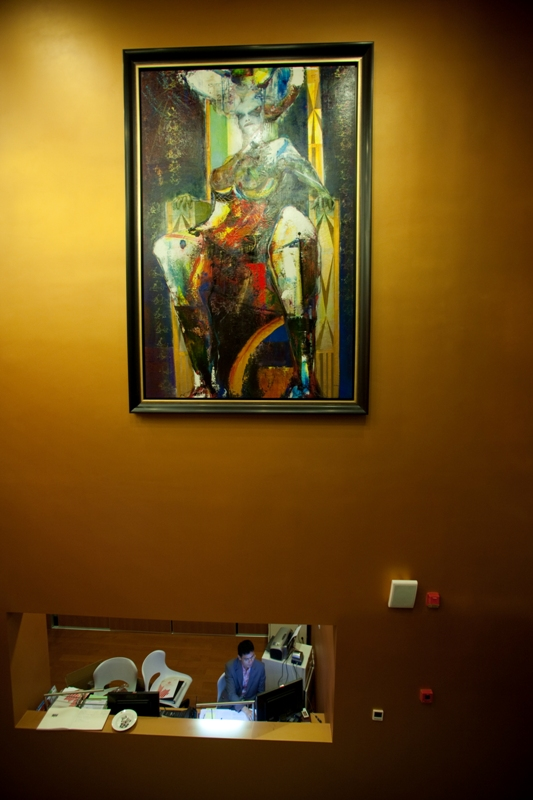
L'Aisance de la grande strassedam notoire, œuvre présentée dans le Pavillon du Canada lors de l'Exposition Universelle de Shanghai en 2010

En juin 2012, Dominic Besner expose trois œuvres au Maroc lors de la première Biennale Internationale de Casablanca puis reviens au Maroc en 2015 pour présenter Les branches d’Ovanes, une exposition individuelle faisant suite à une résidence artistique. 
À la fin de l'année 2012, il expose The Light Side of the Moon à Fort Lauderdale aux États-Unis. Il présente Immortalis en 2013 au musée de Suzhou en Chine puis l’exposition revient à Montréal. À la fin de la même année, l'exposition Humani Ex Machina est présentée à la galerie Thompson-Landry à Toronto et elle réunit 25 nouvelles œuvres de l'artiste.

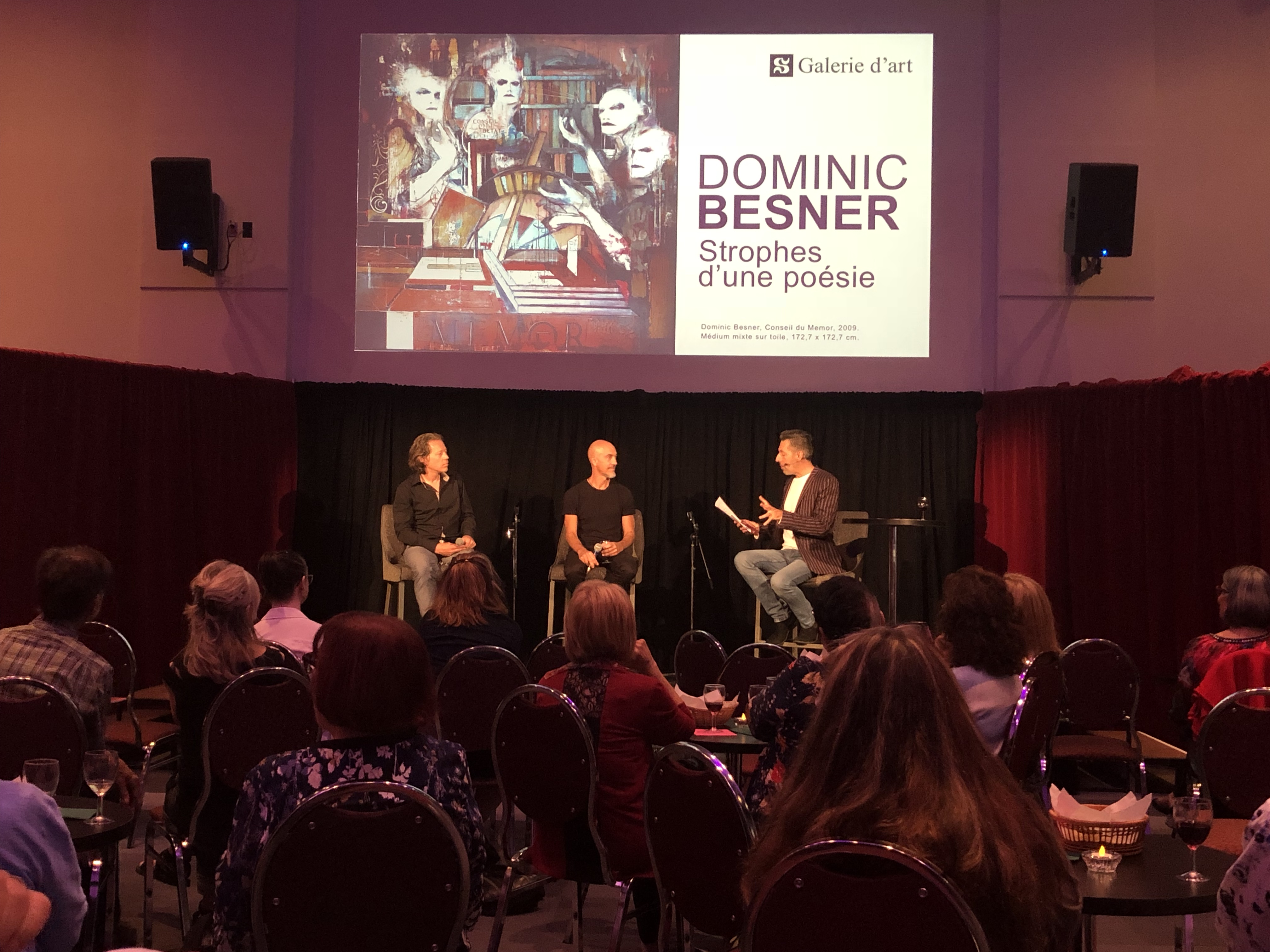
Table-ronde avec Martin Bündock, Besner et Sylvain Dodier. Université Sherbrooke. septembre 2018

En 2015, il présente l'exposition La singulière nature humaine à la Galerie MX de Montréal. À compter de 2017, Besner participe à de nombreuses foires d'art nord américaines dont celles de Art Miami, Art New York, Palm Beach Modern + Contemporary et Toronto International Art Fair (TIAF).  La Galerie d'art Antoine-Sirois de l'Université de Sherbrooke lui confie sa principale salle d'exposition en septembre 2018 afin d'y accueillir Strophes d'une poésie.  L'exposition, placée sous le commissariat de Martin Bündock, rassemble 33 œuvres dont la peinture-phare de l'exposition MORA, Conseil de Memor mesurant près de 2 mètres par 2 mètres.
Les années 2020 et 2021 marquent l'histoire planétaire par la pandémie de COVID. Alors que les rassemblements sont interdits, le Conseil des arts de la Ville de Montréal invite de nombreux artistes à présenter un projet culturel en plein air dans le cadre du programme Quand l'art prend l'air.  Besner crée Canevas urbain, une série d'œuvres éphémères utilisant l'anamorphose.
En mars 2021, Besner recevait l'invitation du Musée des beaux-arts de Mont-Saint-Hilaire (MBAMSH) à y présenter une exposition solo. L'artiste crée NUMAINS, un projet pluridisciplinaire présenté au MBAMSH à la fin 2022 rassemblant 24 peintures, deux installations, des dessins géants, des gravures et trois vitraux. C'est l'occasion pour Besner de faire un exercice introspectif et d'y présenter la collection Sang d'encre, un corpus d'œuvres autobiographiques présentant l'interprétation de ses souvenirs, pour la plupart angoissants, de son enfance sur la terre familiale.

## Expositions-évènements
La démesure des convoités

En novembre 2004, Dominic Besner fut le premier artiste en arts visuels à exposer au Centre CDP avec La démesure des convoités. Organisé par Christian Verronneau, directeur artistique, l'évènement attira environ 2 000 personnes. L'exposition fut à l'image de son titre : démesurée. L'opulence du buffet, la taille des portiers (8 pieds/2,40 m) ou celle des cartons d'invitation donnèrent d'entrée le ton de la soirée. La scénographie imaginée privilégia l'espace vertical pour mettre en valeur les tableaux de l'artiste, plus grands que nature représentant « des visages d'hommes et de bêtes, des animaux, des femmes et même la ville, mère productrice de ces personnages haut en couleur », en les suspendant au-dessus des invités (à plus de 80 pieds/25 mètres), ceux-ci étant encouragés à les regarder via des télescopes. Certaines toiles furent accrochées dans un autre bâtiment, observables depuis le centre de l'exposition, donnant ainsi l'idée que l'exposition s'organise et se voit ailleurs. « Son approche de l’œuvre est celle d'un architecte pictural : ses figures sont monumentales, elles sont tridimensionnelles. ». L'artiste lui-même apparaîtra sur une estrade mobile, saluant la foule tout en la scrutant avec une paire de jumelles. Mais la démesure est aussi dans « le caractère métaphorique du traitement des personnages. 
Hundred Words

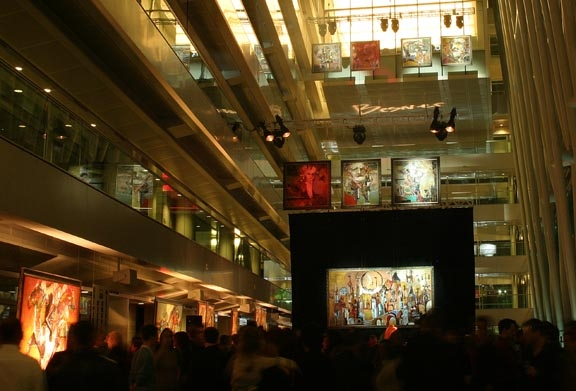
Exposition-évènement La démesure des convoités, CDP, Montréal, 2004

Les expositions Hundred Words for China Hundred Words made for China est une fois de plus l'association écriture-peinture. L'artiste présenta à la galerie MX (Hundred Words made for China) en simultané avec la galerie Can Art de Pékin (Hundred Words for China), 30 tableaux "cyclopéens" nés de 100 mots (qu'il traduira par "sans mot") pour « explorer les harmonies/dissonances de la langue et des images ». En cent mots, il conte son monde coloré et formel.
MORA
C'est en 2007-2008 que Dominic Besner a commencé à écrire MORA. C'est à ce moment que la peinture et l'écriture sont devenues complémentaires, l'écriture était ce besoin de combler ce que la peinture ne pouvait expliquer. L'artiste dit jouer plus le rôle d'un guide que d'un auteur et invite les spectateurs à découvrir le monde imaginaire qui l'inspire et à explorer sa folie. Il résume son conte urbain comme une dualité entre l'homme et la bête, une recherche en 35 toiles. "L'homme habite la cité, la bête les territoires inhabités et ils cherchent tous deux la même chose : l'immortalité".
En novembre 2011, Mensi & Rioux produit le spectacle MORA, titre de son conte urbain, conçu par Guy Caron. Le souhait était de « faire renaître l’art événementiel qui entoure le lancement d’une exposition – tel qu’on le fait encore pour un film ». La manifestation fut dirigée par Danielle de Bellefeuille (Fondation de la mode, Grands Ballets Canadiens) assistée par des étudiants du collège LaSalle.
Le spectacle, qui s'est déroulé à l'armurerie Côte-des-Neiges à Montréal, a mis en scène une équipe de 250 personnes et où le millier d'invités pouvaient voir les peintures se matérialiser devant leurs yeux.
Immortalis
Le conte Immortalis est une extension de MORA mais indépendante. On y retrouve le même personnage de Mortalia, impératrice de Gaur et de son peuple d'immortels, les Immortalis, qui furent menacés par les forces des ténèbres. L'exposition a été présentée en 2013 au musée de Suzhou en Chine puis à la galerie MX à Montréal.

## Expositions et évènements particuliers

### Expositions individuelles
- 2022 - NUMAINS, Musée des beaux-arts de Mont-Saint-Hilaire, (Canada)
- 2021 - Les insilences[35], Galerie LeRoyer, Montréal (Canada)
- 2019 - Oros Copus, Galerie d'art Iris, Baie-Saint-Paul (Canada)
- 2017 - Les madones d'ivoire, Galerie MX, Montréal (Canada)
- 2015 - Les branches d'Ovane, So Art Gallery, Casablanca (Maroc)
- 2015 - Singulière nature humaine, Galerie MX, Montreal (Canada)
- 2013 - Humani Ex Machina, Galerie Thompson Landry, Toronto (Canada)[36]
- 2013 - Immortalis, Avant-Première, Galerie MX, Montréal (Canada)
- 2012 - The Ligt Side of the Moon, Las Olas Fine Arts, Fort Lauderdale, Floride (États-Unis)
- 2011 - MORA, Galerie MX, Montréal (Canada)
- 2010 - Hundred Words for China, galerie Can Art, Pékin (Chine)
- 2010 - Hundred words - MADE FOR CHINA, galerie MX, Montréal (Canada)
- 2009 - La Voyageuse du temps, galerie Iris, Baie-St-Paul (Canada)
- 2008 - Au Fil de l'Art, poursuite de l'exposition itinérante internationale, galerie Thompson Landry, Calgary, Alberta (Canada)
- 2008 - Au Fil de l'Art, Galerie Thompson Landry, Dominic Besner accompagné des confections des designers du Maroc, du Québec et de l'Ontario (Toronto) (Canada)
- 2007 - Au Fil de l'Art, Galerie MX, Dominic Besner accompagné des confections Haute-couture de six designers québécois (Yso, Denis Gagnon, Yves Jean Lacasse, Antonio Ortega, Rush Couture, Andy Thê-Ahn), Montréal (Canada)
- 2007 - Le Banquet de Nacarat, galerie Venise Cadre, Casablanca (Maroc)
- 2004 - La Démesure des convoités, Centre CDP Capital, Montréal (Canada)
- 2004 - La Xe cité révolue, siège social du Cirque du Soleil, Montréal (Canada)
- 2002 - Le Cri des lunes, Galerie Estampe Plus, Québec (Canada)

### Expositions avec jury / Expositions en musées

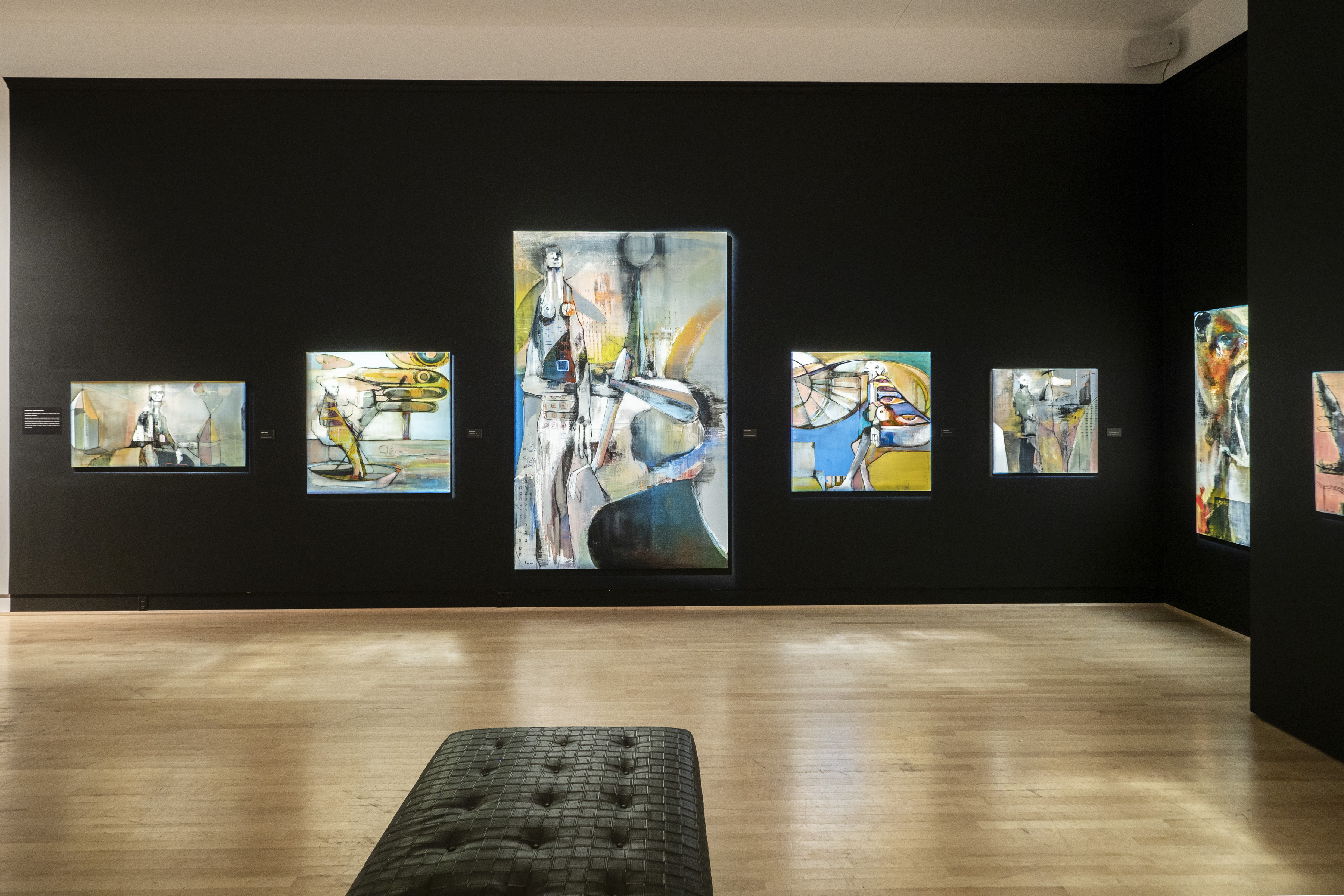
Exposition "Strophes d'une poésie", Galerie d'art Antoine-Sirois, Université de Sherbrooke

- 2022 - NUMAINS, Musée des beaux-arts de Mont-Saint-Hilaire (Canada)

- 2018 - Strophes d'une poésie[37], Galerie Antoine-Sirois de l'Université Sherbrooke (Canada)

- 2013 - Immortalis, Suzhu Museum, Suzhu (Chine)[10]
- 2009 - Exposition La collection selon..., Espace création de Loto-Québec. Œuvre sélectionnée par Andrée Lachapelle et André Melançon Petit docte du cirque de papier, technique mixte sur toile, 2002, 61 × 61 cm
- 2007 - Exposition La nuit des cités, Musée régional de Vaudreuil-Soulanges, présentation de maquettes architecturales, vitraux et œuvres sur toiles. Première composition littéraire de D. Besner (Canada)
- 2007 - Exposition itinérante Au Fil de l'Art présentée par la Fondation ONA et R.A.R.E, musée La Villa des Arts de Casablanca (Maroc)
- 2007 - Exposition Histoire de passion, Espace création de Loto-Québec, Louis Pelletier, conservateur. Œuvre sélectionnée Petit docte du cirque de papier, média mixte, 2002, 61 x 61 cm
- 2007 - Exposition Au Fil de l'Art, musée La Villa des Arts de Rabat, peintures de Besner accompagnées des caftans de trois stylistes marocains : Karim Tassi, Albert Oiknine et Mohamed Lakhdar (Maroc)
- 2003 - Exposition collective organisée par Loto-Québec Voilà Québec en México ! Musée de Las Artes de l'université de Guadalajara. Œuvre sélectionnée Petit docte du cirque de papier, technique mixte sur toile, 2002, 61 x 61 cm (Mexique)
- 2000 - Exposition La Relève à l'aube du XXIe siècle, musée Pierre-Boucher, Trois-Rivières (Canada)

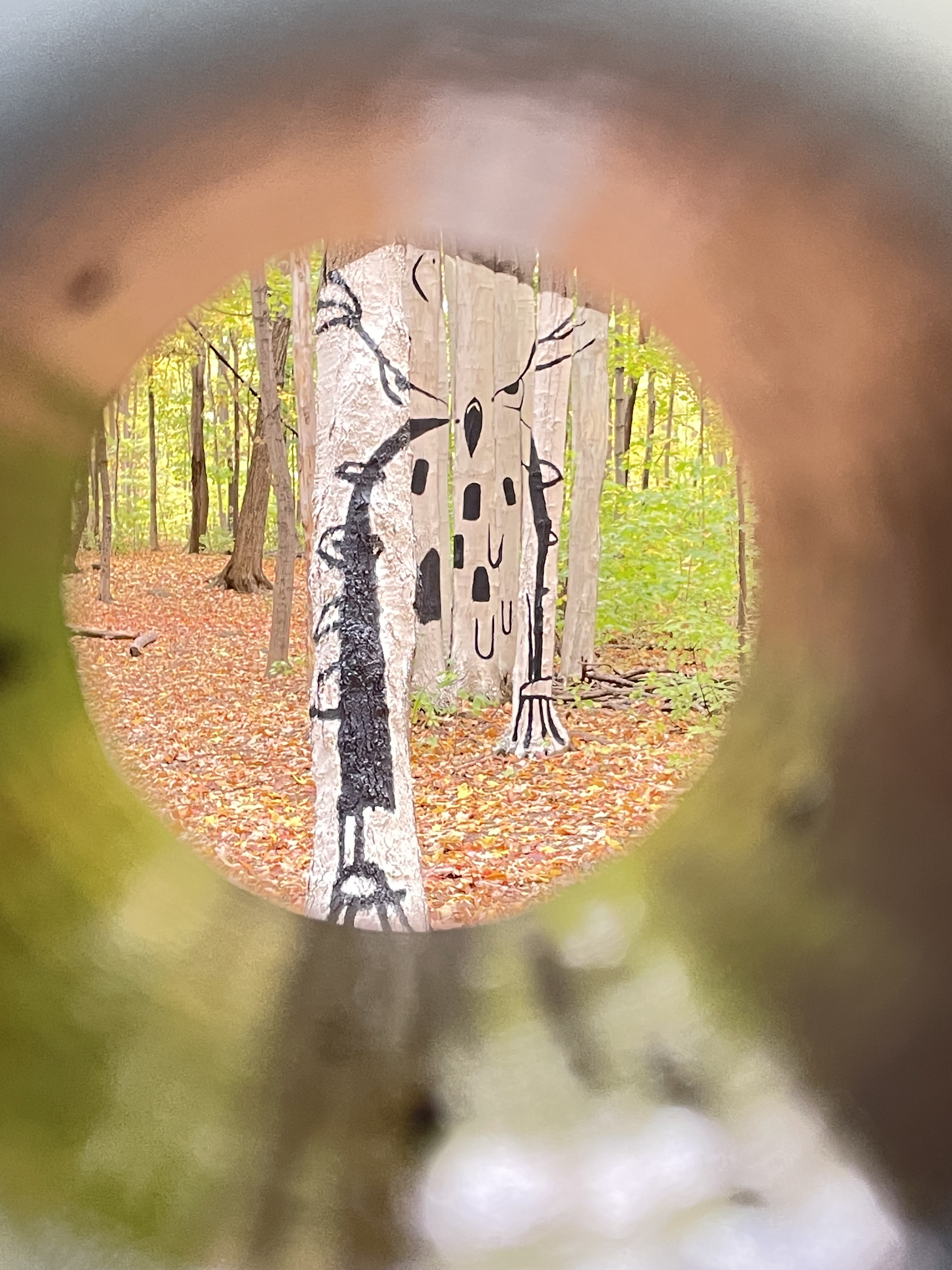
"HULULUNE" œuvre éphémère réalisée dans le cadre de "Quand l'art prend l'air" rendue possible grâce au Conseil des Arts de Montréal.

### Évènements particuliers
- 2022 - Jury pour l'exposition Salon d'automne au MBAMSH
- 2021 - Participation visuelle à la prestation de Vincent Vallières au Gala de l'ADISQ "Homme de rien"
- 2021 - "Quand l'art prend l'air", œuvres publiques dans les parcs de Montréal (Parc Morgan et Parc Thomas Chapais)
- 2019 - Création de l'œuvre  intitulée "Hommage aux activistes" pour la Fondation ÉMERGENCE, Montréal (Canada)
- 2017 - LAND ART PROJECT, "Création sur le champ", Mont-Saint-Hilaire (Canada)
- 2013 - Reproduction de l’œuvre Me tangere de D. Besner sur une Porsche conceptualisée par Yves Thibault, Montréal (Canada)
- 2012 - Résidence d'artiste Centre d'Art Contemporain d'Essaouira (Maroc)Suspendues au cadre de la nuit, pièce de théâtre sur le monde de D. Besner par les comédiennes Jérémie Boudreault et Roxane Chamberland, Mont-Saint-Hilaire, 2003

Suspendues au cadre de la nuit, pièce de théâtre sur le monde de D. Besner par les comédiennes Jérémie Boudreault et Roxane Chamberland, Mont-Saint-Hilaire, 2003

- 2011 - Exposition-évènement MORA. Performances multidisciplinaires inspirées du conte urbain écrit par D. Besner, Manège Militaire de Montréal, Montréal (Canada)
- 2010 - Présentation de l’œuvre L'Aisance de la grande strassedam notoire de la collection du Cirque du Soleil à l'Exposition Universelle de Shanghai, 2010
- 2007 - Dévoilement de l’œuvre LOVE représentant le spectacle LOVE des The Beatles du Cirque du Soleil à Las Vegas (États-Unis). Collection privée de M. Neil Aspinall
- 2006 - Dévoilement de l’œuvre La mécanique des villes au siège social du Cirque du Soleil, Montréal (Canada)
- 2004 - Évènement La démesure des convoités, Centre CDP Capital, Montréal (Canada)
- 2003 - Création multidisciplinaire, Pièce de théâtre sur le monde de Besner Suspendues au cadre de la nuit, Arts Station, Mont Saint-Hilaire (Canada)
- 2003 - Dévoilement des œuvres intégrées au Borgata Casino Hotel and Spa, Atlantic City (États-Unis)
- 2002 - Première de l'émission Tablo, Musée des beaux-arts de Montréal, production Artv, Montréal (Canada)
- 2002 - Foire internationale de Toronto (Canada)Reproduction de l’œuvre Me tangere sur une Porsche conceptualisée par Yves Thibault, Montréal, 2013

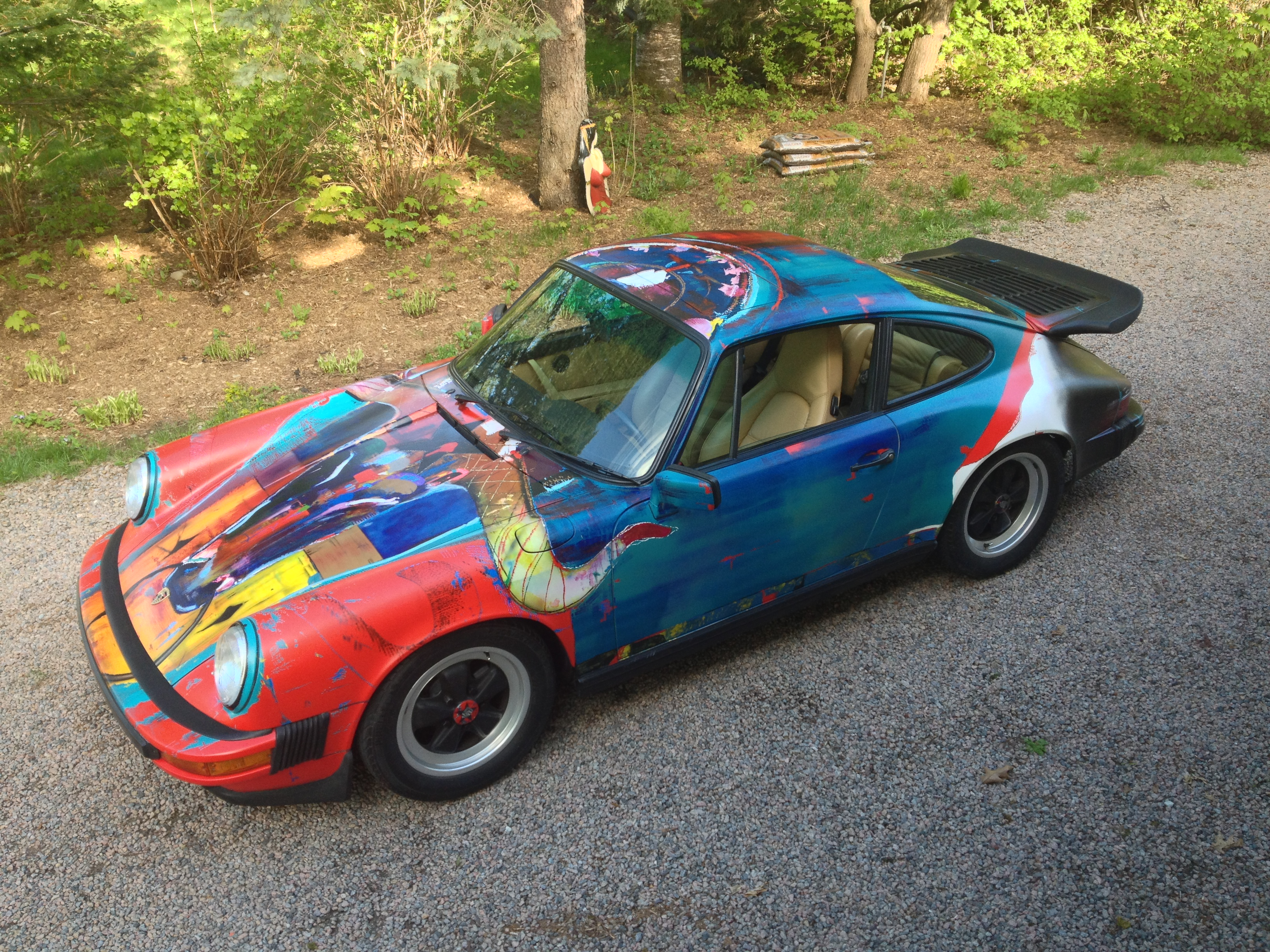
Reproduction de l’œuvre Me tangere sur une Porsche conceptualisée par Yves Thibault, Montréal, 2013

## Publications
- NUMAINS présenté au Musée des beaux-arts de Mont-Saint-Hilaire, 2022, 72p
- Les insilences, 2021, 44p
- Les Madones d'ivoire, 2017, 68p
- Les branches d'Ovane, 2015, 66p
- Humani Ex Machina, 2013, 72p
- Immortalis, 2013, 72p
- Mora, un conte urbain, 2011, 98p
- Orien Express, des nouvelles de la cité d'Euclide, Édition Mensi & Rioux, 2011, 39p
- Hundred Words, Édition Mensi & Rioux, 2010, 72p
- WESTERN CHINA INTERNATIONAL ART BIENNAL, Western China International Art Biennal Special, Culture and Art Publishing House, Yinchuan, 2010, 116p
- GALERIE VENISE CADRE, Le Banquet de Nacarat, Maroc, 2007, 32p
- Séguin, Chantal (dir). Dominic Besner. La Nuit des cités « œuvres récentes ». Vaudreuil-Dorion, Musée régional de Vaudreuil-Soulanges, 2007, 41 p.
- ONA FOUNDATION, Au Fil de l'Art, « Exposition de Dominic Besner avec M. Lakhdar, A. Oiknine, K. Tassi », Casablanca, First Class Event, 2007, 44p
- BOUCHARD, Jean-Baptiste et Élise TREMBLAY, Galerie d'Art Iris, Quand on aime, on a toujours vingt ans, Baie-Saint-Paul, Édition Gestion KOPPA Ltéé, 2007, p. 40-41
- BESNER, Dominic, La démesure des convoités. Dominic Besner (2000-2004), Montréal, Édition Mensi & Rioux, 2004, 161p
- BERNIER, Robert, La peinture au Québec depuis les années 1960, Montréal, Les Éditions de l'Homme, 2002, p. 220-221
- BESNER, Dominic, Dominic Besner (1993-2000), Montréal, Édition Mensi & Rioux, 2000, 128p

## Articles et vidéo
- DUPUIS, Lawrence, Exposition NUMAINS au MBAMSH, narration de Sylvie Coutu, Historienne de l’art. 2023.
- DUPUIS, Lawrence, Portrait, avec le support du Conseil des Arts et Lettres du Québec (CALQ), Montreal 2022m 7min15sec
- Dominic Besner, Les insilences à la Galerie LeRoyer, par ACEMEDIA, Montréal, septembre 2021, 1min33sec et 33sec
- PÉRIS, Patrick, "Dominic Besner fait du Land Art", Productions GMX, Montréal octobre 2017, 5min47sec
- Bundock, Pierre et DEBELLEFEUILLES, Danielle. "MORA, Urban Tale", Productions GMX, Montréal novembre 2011, 3min17sec
- Bégin, Francisque, Expression, TV5, Reportage sur l'artiste Dominic Besner, Montréal octobre 2008, 26 min.
- Khadija CHATAR, Dominic Besner, peintre du démesuré[38], L'Express, no 38, 23 septembre 2008
- Robert BERNIER, L'urbanité des convoités, Parcours Art et art de vivre, vol.14, no 02, printemps-été 2009, p. 26-27
- Dennis TRUDEAU et Geneviève ROYER, Dominic Besner présente une exposition intitulée La démesure des convoités à l'édifice de la CDP à Montréal, Canada Now, entrevue télé pour CVC News, CBMT, 12 novembre 2004, 2 min 20,
- Pascale NADEAU et Paul TOUTAN, Dominic Besner présente une exposition intitulée La démesure des convoités à l'édifice de la CDP à Montréal, Le téléjournal, Montréal ce soir, CBFT Radio-Canada, 12 novembre 2001, 1 min 49,
- Michel DÉSAUTELS et Marie-Christine TROTTIER, « L'artiste Dominic Besner expose ses œuvres sur le parquet de la CDP du Québec à Montréal », Désautels, entrevue radio CBF Radio-Canada, 8 novembre 2004, 5 min 23.
- Simon DALLAIRE, Le rêve, Tablo, émission télé présentée par Artv, 18 janvier 2003, 7 min 9,
- Pierre BUNDOCK et François ARSENEAULT, Dominic Besner, La mécanique des villes, Les productions Cirque du Soleil. Court métrage produit par le Cirque du Soleil et Mensi & Rioux, Montréal, 20 avril 2007, 20 min.
- Robert BERNIER, Dominic Besner, Mora, un conte urbain, Parcours art et art de vivre, vol.16, no 01, août 2011
- Claire CROMBEZ, Dominic Besner, Decover magazine, avril 2011, p. 6-8
- Robert BERNIER, Dominic Besner Au fil de l'Art, Parcours Art et Art de Vivre, automne 2007, vol.13, no 2, p. 4-18 (en couverture)
- Mouna IZDDINE, Dominic Besner en exposition, Maroc Hebdo, octobre 2007
- Marie-Jacinthe ROBERGE, La nuit des cités au Musée régional de Vaudreuil-Soulanges, Pénétrer dans l'univers de Dominic Besner[39], L'Étoile, 19 septembre 2007
- Le peintre canadien Dominic Besner tout en peinture et en mode[40], Dimanche Matin, Arts et culture, 26 mai 2007
- Nour Eddine EL AISSI, Les caftans marocains flirtent avec la peinture canadienne[41], L'Économiste, 6 avril 2007
- Mur Mitoyen, Mora à la Galerie MX[42], 2011
- Chantal CÔTÉ, Le Cirque du soleil intègre une œuvre de l’artiste Dominic Besner à l’architecture de son siège social international[43], Site officiel du Cirque du Soleil – Salle de presse, 27 septembre 2006
- Robert BERNIER, R.A.R.E, Libérer les trésors, Parcours, vol.12, no 2, été 2006, p. 50
- Robert BERNIER, « En réponse à l'article de Jérôme Delgado, "Propagande autour d'un artiste", paru dans la Presse du 16 novembre 2004 », Parcours, vol.10, no 4, hiver 2005, p. 5
- Jérôme DELGADO, Arts visuels. Propagande autour d'un artiste, La Presse, Arts et spectacles, 16 novembre 2004, p. 6
- Louise LABRECQUE, Dans la rue, La Presse, Actuel, 16 novembre 2004, p. 3
- Jacques LATULIPPE, Un succès démesuré pour Dominic Besner, Magazin’art, no 69, automne 2005
- Paul VILLENEUVE, Dominic Besner. La démesure des convoités, Le Journal de Montréal, Week-end, arts visuels, 13 novembre 2004, p. 94
- Fabienne CABADO, Arts Visuels. La démesure des convoités - Dominic Besner, L'actualité médicale, Arts et spectacles, 27 octobre 2004, p. 39
- Robert BERNIER, Dominic Besner. Face à face, Parcours (Besner en couverture), vol.10, no 03, automne 2004, p. 12-19